# Association of the IOC Recognised International Sports Federations
L'Association of IOC Recognised International Sports Federations (in sigla ARISF e in italiano Associazione delle Federazioni degli Sport riconosciuti dal CIO) è un'associazione no-profit che raggruppa le federazioni sportive internazionali che fanno capo al CIO, ma le cui discipline non fanno ancora parte del programma dei Giochi olimpici.

## Federazioni membri
Le federazioni membri dell'ARISF sono 35. Alcuni degli sport governati da dette federazioni sono inclusi nel programma dei World Games, che sono una sorta di "anticamera" dei Giochi olimpici.
| Sport                          | Federazione                                               | Sito web                                                                                     |
| ------------------------------ | --------------------------------------------------------- | -------------------------------------------------------------------------------------------- |
| Alpinismo                      | Union Internationale des Associations d'Alpinisme (UIAA)  | web.                                                                                         |
| Arrampicata sportiva           | International Federation of Sport Climbing (IFSC)         | web.                                                                                         |
| Automobilismo                  | Fédération Internationale de l'Automobile (FIA)           | web.                                                                                         |
| Bandy                          | Federation of International Bandy (FIB)                   | web.                                                                                         |
| Baseball, softball e baseball5 | World Baseball Softball Confederation (WBSC)              | web.                                                                                         |
| Biliardo                       | World Confederation of Billiard Sports (WCBS)             | web. URL consultato il 17 novembre 2018 (archiviato dall'url originale il 6 febbraio 2009).  |
| Bocce                          | Confédération Mondiale des Sports de Boules (CMSB)        | web;. URL consultato il 17 novembre 2018 (archiviato dall'url originale il 4 febbraio 2009). |
| Bowling                        | World Bowling (WB)                                        | web (archiviato dall'url originale il 1º novembre 2020).                                     |
| Bridge                         | World Bridge Federation (WBF)                             | web.                                                                                         |
| Cricket                        | International Cricket Council (ICC)                       | web.                                                                                         |
| Danza sportiva                 | World DanceSport Federation (WDSF)                        | web.                                                                                         |
| Football americano             | International Federation of American Football (IFAF)      | web.                                                                                         |
| Floorball                      | International Floorball Federation (IFF)                  | web.                                                                                         |
| Frisbee                        | World Flying Disc Federation (WFDF)                       | web.                                                                                         |
| Karate                         | World Karate Federation (WKF)                             | web.                                                                                         |
| Korfball                       | International Korfball Federation (IKF)                   | web.                                                                                         |
| Motociclismo                   | Fédération Internationale de Motocyclisme (FIM)           | web. URL consultato il 6 settembre 2017 (archiviato dall'url originale il 31 agosto 2009).   |
| Motonautica                    | Union Internationale Motonautique (UIM)                   | web. URL consultato il 6 settembre 2017 (archiviato dall'url originale il 12 febbraio 2010). |
| Muay thai                      | International Federation of Muaythai Amateur              | web. URL consultato il 25 marzo 2020 (archiviato dall'url originale il 15 febbraio 2020).    |
| Netball                        | International Federation of Netball Associations (IFNA)   | web.                                                                                         |
| Nuoto per salvamento           | International Life Saving Federation (ILSF)               | web.                                                                                         |
| Orienteering                   | International Orienteering Federation (IOF)               | web.                                                                                         |
| Palla basca                    | Fédération Internationale de Pelota Vasca (FIPV)          | web.                                                                                         |
| Polo                           | Federation of International Polo (FIP)                    | web.                                                                                         |
| Racquetball                    | International Racquetball Federation (IRF)                | web.                                                                                         |
| Scacchi                        | Fédération Internationale des Échecs (FIDE)               | web.                                                                                         |
| Sci alpinismo                  | International Ski Mountaineering Federation (ISMF)        | web.                                                                                         |
| Sci nautico e wakeboard        | International Waterski & Wakeboard Federation (IWWF)      | web.                                                                                         |
| Sport dell'aria                | Fédération Aéronautique Internationale (FAI)              | web.                                                                                         |
| Sport rotellistici             | International Roller Sports Federation (FIRS)             | web.                                                                                         |
| Sport subacquei                | Confédération mondiale des activités subaquatiques (CMAS) | web.                                                                                         |
| Squash                         | World Squash Federation (WSF)                             | web.                                                                                         |
| Sumo                           | International Sumo Federation (ISF)                       | web. URL consultato il 2 febbraio 2020 (archiviato dall'url originale il 29 giugno 2019).    |
| Surf                           | International Surfing Association (ISA)                   | web. URL consultato il 29 aprile 2020 (archiviato dall'url originale il 23 ottobre 2009).    |
| Tiro alla fune                 | Tug of War International Federation (TWIF)                | web.                                                                                         |
| Wushu                          | International Wushu Federation (IWUF)                     | web.                                                                                         |

Biliardo (altre federazioni internazionali)
- Carambola: Union Mondiale de Billard (UMB),  web.
- Palla 9: World Pool-Billiard Association (WPA),  web.
- Snooker: International Billiards and Snooker Federation (IBSF),  web.

Bocce (altre federazioni internazionali)
- Raffa: Confederazione Boccistica Internazionale (CBI),  web in italiano. URL consultato l'8 febbraio 2018 (archiviato dall'url originale il 28 aprile 2010).
- Bowls: World Bowls (WB),  web. URL consultato il 6 settembre 2017 (archiviato dall'url originale il 22 gennaio 2005).
- Volo: Fédération internationale de boules (FIB),  web.
- Pétanque: Fédération Internationale de Pétanque et Jeu Provençal (FIPJP),  web (archiviato dall'url originale il 24 gennaio 2010).